# خوان کارلوس اوسوریو
خوان کارلوس اوسوریو (اسپانیایی: Juan Carlos Osorio‎؛ زادهٔ ۸ ژوئن ۱۹۶۱) بازیکن سابق و مربی فوتبال اهل کلمبیا است.
از باشگاه‌هایی که در آن بازی کرده‌است می‌توان به باشگاه ورزشی اینترناسیونال اشاره کرد.